# إد لينكه
إد لينكه (بالإنجليزية: Ed Linke)‏ هو لاعب كرة قاعدة أمريكي، ولد في 9 نوفمبر 1911 في شيكاغو في الولايات المتحدة، وتوفي بنفس المكان في 21 يونيو 1988.

## وصلات خارجية
- إد لينكه على موقعبيزبول رفرنس.كوم (الدوري الرئيسي) (الإنجليزية)
- إد لينكه على موقعبيزبول رفرنس.كوم (الدوري الثانوي) (الإنجليزية)